# يوكو آكي
يوكو آكي (باليابانية: 阿木燿子) (1 مايو 1945، ناغانو في اليابان)؛ مؤلِّفة وشاعِرة غنائية، كاتِبة، ممثلة وروائية يابانية. درست في جامعة ميجي.

## روابط خارجية
- يوكو آكي على موقع IMDb (الإنجليزية)
- يوكو آكي على موقع ميوزك برينز (الإنجليزية)
- يوكو آكي على موقع ديسكوغز (الإنجليزية)
- يوكو آكي على موقع قاعدة بيانات الفيلم (الإنجليزية)